# 아모르 파티 - 사랑하라, 지금
《아모르 파티 - 사랑하라, 지금》은 2021년 4월 12일부터 2021년 10월 1일까지 방송했던 SBS 아침연속극으로 SBS 아침연속극은 해당 프로그램을 마지막으로 최종 폐지됐다.

## 프로그램 소개
가족이 전부인 여자와 성공이 전부인 여자, 두 여자가 그리는 인생 리셋 힐링 드라마

## 제작진

### 제작사
- 주식회사 와이콘엔터테인먼트

### 극본
- 남선혜 : 중국 드라마 《오로라를 찾아서》(집필), KBS 1TV 일일 드라마 《여름아 부탁해》(공동 집필) 집필

### 연출
- 배태섭 : SBS 금요 드라마 《꽃보다 여자》(공동 연출), SBS 금요 드라마 《그 여자》(공동 연출), SBS 수목 드라마 《마이걸》(프로듀서), SBS 아침 드라마 《사랑도 미움도》(연출), SBS 금요 드라마 《아들찾아 삼만리》(연출), SBS 월화 드라마 《자명고》(공동 연출), SBS 아침 드라마 《여자를 몰라》(연출), SBS 추석 특집 드라마 《위대한 선물》(연출), SBS 추석 특집 드라마 《가족사진》(연출), SBS 주말 드라마 《열애》(연출), SBS 아침 드라마 《사랑이 오네요》(연출), SBS 아침 드라마 《나도 엄마야》(연출) 연출

## 등장 인물
- (†) 표시는 드라마 상에서 최종적으로 사망한 인물이다.

### 주요 인물
- 최정윤 : 도연희 역 - 이 드라마의 여주인공. 준호 전처이자 재경 후처, 하늘 새엄마, 서우 친엄마.
- 안재모[1] : 한재경 역 - 이 드라마의 남주인공. 골프장 티칭 프로
- 배슬기 : 강유나 역 - 이 드라마의 서브 여주인공이자 메인 악녀, 스포일러[2]. 준희의 고교 시절 동창
- 박형준 : 장준호 역 - 이 드라마의 서브 남주인공이자 메인 빌런, 스포일러[3].연희, 유나의 전 남편

### 라라그룹
- 김종구 : 장철용 역 - 준호의 아버지
- 윤미라 : 고상혜 역 - 준호의 어머니
- 김수아 : 장준희 역 - 준호의 여동생, 유나의 고교 시절 동창
- 박선준 : 황철오 역 - 장 회장의 운전 기사 (1 ~ 86회)†

### 가득상가
- 정애연 : 조민정 역 - 연희의 절친
- 김홍표 : 박윤철 역 - 재경의 선배, 민정의 연인, 의료기기점 대리 점주
- 정지훈 : 한하늘, 장하늘, 황하늘 역 - 유나, 철오의 친아들 (1 ~ 115회)
- 최승훈 : 중학생 역 (116 ~ 120회)
- 구본준 : 황우주, 박우주 역 - 민정의 두 번째 남편의 혼외 아들, 하늘의 친구 (1 ~ 115회)
- 안성원 : 중학생 역 (116 ~ 120회)

### 연희 가족
- 이경진 : 서순분 역 - 연희의 어머니
- 장유빈 : 장서우, 한서우 역 - 연희와 준호의 친딸이자 유나의 전 의붓딸

### 라라 패션 디자인실
- 이상이 : 유정연 역
- 김태양 : 최한결 역
- 이루아 : 이미소 역 - 유나의 스파이

### 그 외 인물
- 권재환 : 서민구 역 - 준호의 대학 선배
- 은희수 : 진혜진 역 - 민구 아내, 벨르 사장
- 홍준기 : 서형진 역 - 민구, 혜진의 아들
- 이화영 : 신형자 역 - 유나의 어머니
- 미상 : 골프장 여성 회원 역
- 인성호 : 형사 역
- 장주연 : 교도소 의무실 의사 역
- 김희라 : 화자 역 - 유나가 수감된 교도소 감방 방장
- 박용 : 형사 역
- 이서진 : 강산 역 - 준호, 유나의 친아들
- 한서희 : 장다솜 역 - 형진, 서우의 딸

### 특별 출연
- 이혜승 (94회)

## 시청률
최저 시청률과 최고 시청률은 시청률 조사회사와 지역별로 시청률에 차이가 있을 수 있습니다.
| 2021년  | 2021년   | 2021년         | 2021년       | 2021년         |
| 회차    | 방송일   | AGB 시청률     | AGB 시청률   | TNmS 시청률    |
| 회차    | 방송일   | 대한민국(전국) | 수도권(서울) | 대한민국(전국) |
| ------- | -------- | -------------- | ------------ | -------------- |
| 제1회   | 4월 12일 | 3.7%           | -            | -              |
| 제2회   | 4월 13일 | 4.5%           | -            | -              |
| 제3회   | 4월 14일 | 3.9%           | -            | -              |
| 제4회   | 4월 15일 | 4.4%           | -            | 4.4%           |
| 제5회   | 4월 16일 | 3.7%           | -            | -              |
| 제6회   | 4월 19일 | 4.9%           | -            | -              |
| 제7회   | 4월 20일 | 4.2%           | -            | -              |
| 제8회   | 4월 21일 | 4.3%           | 4.2%         | -              |
| 제9회   | 4월 22일 | 4.5%           | 4.5%         | 4.6%           |
| 제10회  | 4월 23일 | 3.8%           | -            | -              |
| 제11회  | 4월 26일 | 4.7%           | -            | -              |
| 제12회  | 4월 27일 | 4.6%           | -            | -              |
| 제13회  | 4월 28일 | 4.2%           | -            | 4.2%           |
| 제14회  | 4월 29일 | 4.6%           | -            | 4.4%           |
| 제15회  | 4월 30일 | 4.5%           | 4.5%         | 4.8%           |
| 제16회  | 5월 3일  | 4.8%           | -            | 5.3%           |
| 제17회  | 5월 4일  | 5.3%           | 5.3%         | 4.9%           |
| 제18회  | 5월 5일  | 4.5%           | 4.6%         | 5.8%           |
| 제19회  | 5월 6일  | 4.7%           | 4.4%         | 4.5%           |
| 제20회  | 5월 7일  | 4.2%           | -            | 4.4%           |
| 제21회  | 5월 10일 | 4.8%           | -            | 5.9%           |
| 제22회  | 5월 11일 | 4.8%           | -            | 4.9%           |
| 제23회  | 5월 12일 | 4.3%           | 4.2%         | 4.4%           |
| 제24회  | 5월 13일 | 5.1%           | 4.7%         | 5.3%           |
| 제25회  | 5월 14일 | 5.1%           | 4.9%         | 4.3%           |
| 제26회  | 5월 17일 | 5.1%           | -            | -              |
| 제27회  | 5월 18일 | 4.7%           | -            | 4.8%           |
| 제28회  | 5월 19일 | 4.5%           | 4.6%         | 5.6%           |
| 제29회  | 5월 20일 | 5.4%           | 4.8%         | 5.2%           |
| 제30회  | 5월 21일 | 4.9%           | 4.9%         | 5.6%           |
| 제31회  | 5월 24일 | 5.4%           | 5.3%         | -              |
| 제32회  | 5월 25일 | 5.3%           | 5.2%         | 5.1%           |
| 제33회  | 5월 26일 | 4.5%           | -            | 5.0%           |
| 제34회  | 5월 27일 | 5.4%           | 5.4%         | 5.4%           |
| 제35회  | 5월 28일 | 4.8%           | 4.7%         | 5.4%           |
| 제36회  | 5월 31일 | 5.3%           | -            | 5.8%           |
| 제37회  | 6월 1일  | 4.9%           | -            | 5.9%           |
| 제38회  | 6월 2일  | 5.3%           | 5.1%         | 4.7%           |
| 제39회  | 6월 3일  | 5.3%           | 5.1%         | 4.9%           |
| 제40회  | 6월 4일  | 4.8%           | 4.5%         | 5.3%           |
| 제41회  | 6월 7일  | 4.8%           | -            | 5.5%           |
| 제42회  | 6월 8일  | 5.5%           | 5.5%         | 5.0%           |
| 제43회  | 6월 9일  | 4.9%           | 4.4%         | 4.6%           |
| 제44회  | 6월 10일 | 4.9%           | 4.8%         | 5.1%           |
| 제45회  | 6월 11일 | 5.5%           | 5.4%         | 5.5%           |
| 제46회  | 6월 14일 | 5.1%           | -            | 5.0%           |
| 제47회  | 6월 15일 | 5.2%           | 5.0%         | 5.0%           |
| 제48회  | 6월 16일 | 5.2%           | 5.3%         | 4.9%           |
| 제49회  | 6월 17일 | 5.1%           | 4.8%         | 4.7%           |
| 제50회  | 6월 18일 | 5.3%           | -            | 5.2%           |
| 제51회  | 6월 21일 | 4.6%           | -            | 5.4%           |
| 제52회  | 6월 22일 | 5.6%           | 5.6%         | 5.2%           |
| 제53회  | 6월 23일 | 5.0%           | 4.7%         | 5.3%           |
| 제54회  | 6월 24일 | 5.3%           | 5.2%         | 4.8%           |
| 제55회  | 6월 25일 | 5.3%           | 5.2%         | 5.3%           |
| 제56회  | 6월 28일 | 5.9%           | 5.9%         | 5.7%           |
| 제57회  | 6월 29일 | 5.8%           | 5.3%         | 5.7%           |
| 제58회  | 6월 30일 | 5.2%           | 4.8%         | 6.0%           |
| 제59회  | 7월 1일  | 6.2%           | 6.0%         | 5.6%           |
| 제60회  | 7월 2일  | 5.3%           | 5.1%         | 5.3%           |
| 제61회  | 7월 5일  | 6.1%           | 6.1%         | 5.8%           |
| 제62회  | 7월 6일  | 6.3%           | 5.7%         | 6.1%           |
| 제63회  | 7월 7일  | 5.8%           | 5.2%         | 5.6%           |
| 제64회  | 7월 8일  | 6.0%           | 5.8%         | 6.4%           |
| 제65회  | 7월 9일  | 6.2%           | 5.9%         | 6.0%           |
| 제66회  | 7월 12일 | 5.7%           | 5.2%         | 5.6%           |
| 제67회  | 7월 13일 | 6.0%           | 6.1%         | 6.0%           |
| 제68회  | 7월 14일 | 6.0%           | 6.1%         | 5.7%           |
| 제69회  | 7월 15일 | 5.6%           | 5.3%         | 5.5%           |
| 제70회  | 7월 16일 | 5.8%           | 5.6%         | 6.3%           |
| 제71회  | 7월 19일 | 5.3%           | 5.0%         | 5.8%           |
| 제72회  | 7월 20일 | 5.8%           | 5.6%         | 5.9%           |
| 제73회  | 7월 21일 | 6.1%           | 6.1%         | 5.6%           |
| 제74회  | 7월 22일 | 6.1%           | 6.2%         | 6.2%           |
| 제75회  | 7월 23일 | 5.8%           | 5.4%         | 6.3%           |
| 제76회  | 7월 26일 | 5.7%           | 5.2%         | 6.0%           |
| 제77회  | 7월 27일 | 5.8%           | 5.7%         | -              |
| 제78회  | 7월 28일 | 5.9%           | 5.7%         | -              |
| 제79회  | 7월 29일 | 5.7%           | 5.4%         | 5.9%           |
| 제80회  | 7월 30일 | 5.8%           | 5.7%         | 6.1%           |
| 제81회  | 8월 9일  | 5.5%           | 4.9%         | -              |
| 제82회  | 8월 10일 | 5.6%           | 5.3%         | -              |
| 제83회  | 8월 11일 | 6.0%           | 5.8%         | -              |
| 제84회  | 8월 12일 | 6.5%           | 6.4%         | -              |
| 제85회  | 8월 13일 | 5.0%           | 4.7%         | 5.3%           |
| 제86회  | 8월 16일 | 6.3%           | 6.0%         | 6.2%           |
| 제87회  | 8월 17일 | 6.3%           | 6.2%         | 6.6%           |
| 제88회  | 8월 18일 | 6.3%           | 6.3%         | 6.5%           |
| 제89회  | 8월 19일 | 6.3%           | 6.0%         | 6.8%           |
| 제90회  | 8월 20일 | 6.4%           | 6.0%         | 6.6%           |
| 제91회  | 8월 23일 | 6.5%           | 6.1%         | 6.8%           |
| 제92회  | 8월 24일 | 6.9%           | 6.7%         | 6.9%           |
| 제93회  | 8월 25일 | 6.8%           | 6.7%         | 7.1%           |
| 제94회  | 8월 26일 | 6.3%           | 5.9%         | 7.0%           |
| 제95회  | 8월 27일 | 5.9%           | 5.3%         | 7.2%           |
| 제96회  | 8월 30일 | 6.1%           | 5.9%         | 6.3%           |
| 제97회  | 8월 31일 | 6.2%           | 6.0%         | 7.0%           |
| 제98회  | 9월 1일  | 6.3%           | 6.3%         | 6.4%           |
| 제99회  | 9월 2일  | 6.4%           | 6.1%         | 6.9%           |
| 제100회 | 9월 3일  | 6.6%           | 6.3%         | 6.6%           |
| 제101회 | 9월 6일  | 6.4%           | 6.2%         | 6.2%           |
| 제102회 | 9월 7일  | 7.0%           | 7.0%         | 7.3%           |
| 제103회 | 9월 8일  | 7.0%           | 6.7%         | 6.9%           |
| 제104회 | 9월 9일  | 6.9%           | 7.0%         | 6.9%           |
| 제105회 | 9월 10일 | 6.2%           | 5.8%         | -              |
| 제106회 | 9월 13일 | 6.1%           | 5.6%         | 6.7%           |
| 제107회 | 9월 14일 | 6.5%           | 6.2%         | 6.7%           |
| 제108회 | 9월 15일 | 6.1%           | 5.8%         | 5.8%           |
| 제109회 | 9월 16일 | 6.3%           | 5.8%         | 6.1%           |
| 제110회 | 9월 17일 | 6.4%           | 5.6%         | 7.3%           |
| 제111회 | 9월 20일 | 4.2%           | 4.8%         | -              |
| 제112회 | 9월 21일 | 3.1%           | -            | -              |
| 제113회 | 9월 22일 | 5.5%           | 5.5%         | 5.3%           |
| 제114회 | 9월 23일 | 6.4%           | 6.3%         | 6.6%           |
| 제115회 | 9월 24일 | 6.6%           | 6.2%         | 6.2%           |
| 제116회 | 9월 27일 | 5.8%           | 5.4%         | 6.5%           |
| 제117회 | 9월 28일 | 6.1%           | 5.6%         | 6.5%           |
| 제118회 | 9월 29일 | 6.1%           | 5.9%         | 7.4%           |
| 제119회 | 9월 30일 | 6.2%           | 5.9%         | 6.4%           |
| 제120회 | 10월 1일 | 5.7%           | 5.6%         | 6.2%           |

## 결방
- 2021년 8월 2일 ~ 2021년 8월 6일 : 《2020 도쿄 올림픽》 중계 방송으로 인해 결방.

## OST
- Part.1: 이윤종 - DASH (2021. 4. 21. 발매)
- Part.2: 박예슬 - 기억이 흩어진다(2021. 4. 29. 발매)
- Part.3: 더 데이지 - Far away(2021. 5. 24. 발매)
- Part.4: 김로민 - 구애(2021. 6. 22. 발매)
- Part.5: 코다브릿지 - 나보다 그대를 더(2021. 7. 23. 발매)
- Part.6: 김지웅 - 그대만 보여요(2021. 10. 1. 발매)

## 참고 사항
- SBS 아침 드라마 《사랑이 오네요》 BGM 1개, SBS 일일 드라마 《사랑은 방울방울》 BGM 2개, SBS 일일 드라마 《못난이 주의보》 BGM 3개가 해당 프로그램에도 사용됐다.
- 스태프 1명이 코로나19 양성 판정을 받아[6] 녹화가 중단되는 일이 있었는데 편성에는 차질이 없었으며 3일 후 녹화가 재개됐다.
- SBS 아침연속극은 해당 프로그램을 마지막으로 폐지됐다.

## 같이 보기
- 대한민국의 텔레비전 드라마 목록 (ㅇ)
- 2021년 대한민국의 텔레비전 드라마 목록